# 三里镇 (大悟县)
三里镇，是中华人民共和国湖北省孝感市大悟县下辖的一个乡镇级行政单位。

## 行政区划
三里镇下辖以下地区：
三里社区、四庙村、红山村、汪畈村、风岭村、舒山村、林场村、水城村、石铺村、马鞍村、三里村、柏园村、寨坡村、护岭村、山口村、望山村、王寨村、蒋湾村、排楼村、布冲村和中寨村。